# الاتحاد الدولي لجمعيات طلاب الطب
الاتحاد الدولي لجمعيات طلاب الطب أو الاتحاد الدولي لروابط طلاب الطب هو منظمة غير حكومية تمثل روابط طلاب الطب. تأسس في مايو 1951 ويشمل حاليًا 136 منظمة من 126 دولة في ست قارات.

## خلفية تاريخية
كان الاتحاد الدولي لروابط طلاب الطب أحد المنظمات الطلابية الدولية العديدة التي أسِست مباشرةً بعد نهاية الحرب العالمية الثانية. عُقد الاجتماع الأول الذي شهد إنشاء الاتحاد في كوبنهاغن بالدنمارك في مايو 1951. كان أول أعضاء هذه المنظمة الجديدة إنجلترا والنمسا وجمهورية ألمانيا الاتحادية وفنلندا والنرويج والسويد وهولندا وسويسرا والدنمارك. شهدت لندن أول اجتماع للجمعية العامة للاتحاد الدولي لروابط طلاب الطب في يوليو 1952، وشارك في الاجتماع ما مجموعه ثلاثين مشاركًا من عشرة بلدان.
بدءًا من المنظمات التأسيسية الأوروبية الحصرية، توسّع الاتحاد ليشمل 136 عضوًا من جميع أنحاء العالم.
ركز الاتحاد الدولي لروابط طلاب الطب دائمًا على تنقل الطلاب وتبادلهم وكذلك تنظيم المؤتمرات وورش العمل. مانت المؤتمرات السريرية الدولية للطلاب المؤتمرات الأولى للاتحاد، والتي كانت ناجحةً للغاية في خمسينيات القرن الماضي. نُظمت العديد من المدارس الصيفية على مدار الأعوام، بدءًا من عام 1963 في الدنمارك والمملكة المتحدة والدول الاسكندنافية. ناقشت مؤتمرات أخرى التعليم الطبي والعقاقير والإيدز وقضايا فيروس نقص المناعة البشرية. في ستينيات القرن الماضي، نُظمت مشاريع لمساعدة الطلاب الأقل حظًا في الدول النامية في مشروع بوك آيد، الذي سعى إلى إرسال كتب طبية من الدول الأكثر ثراءً والمساعدة في المعدات، الذي عزز شحن فائض المعدات الطبية إلى هذه البلدان.
شهد طلاب الطب في سبعينيات القرن الماضي حاجةً إلى تحقيق اللامركزية في الاتحاد الدولي لروابط طلاب الطب. لتحقيق هذا الهدف، ساهم الاتحاد الدولي لروابط طلاب الطب في إنشاء منظمات إقليمية لطلاب الطب في أفريقيا وآسيا. بعد ذلك، انتُخب نواب الرئيس الإقليميين لستة مناطق كوسيلة لتعزيز الهيكلة الإقليمية ولكن استُغني عن هذه الهيكلية بعد بضع سنوات.
في أوائل ثمانينيات القرن الماضي، أصدر الاتحاد الدولي لروابط طلاب الطب عددًا من القرارات والإعلانات حول موضوعات تتراوح من التعليم الطبي إلى منع الحرب النووية إلى الرعاية الصحية الأولية. في أواخر ثمانينيات القرن الماضي، كان هناك دفع نحو تنظيم المشاريع التي ستكون قادرة على إحداث تغيير محليًا، وبالتالي ولدت فكرة مشروع مفهوم القرية بعد التعاون مع منظمات الطلاب الدولية الأخرى. شهد عام 1986 أيضًا بداية برامج التدريب على القيادة بالتعاون مع منظمة الصحة العالمية. ما تزال هذه البرامج التدريبية نشطةً حاليًا.
بدأت العلاقات الرسمية مع منظمة الصحة العالمية عام 1969، عندما أسفر التعاون عن تنظيم ندوة حول «التعليم المبرمج في التعليم الطبي»، وكذلك برامج علم المناعة والطب الاستوائي. في السنوات التالية، تعاون الاتحاد الدولي لروابط طلاب الطب ومنظمة الصحة العالمية في تنظيم عدد من ورش العمل والبرامج التدريبية. يتعاون الاتحاد الدولي لروابط طلاب الطب مع اليونسكو منذ عام 1971. منذ عام 2007، كان الاتحاد الدولي لروابط طلاب الطب منظمة داعمة رسمية لمنظمة هيفا 2015 (توفير معلومات الرعاية الصحية للجميع بحلول عام 2015).

## النشاطات
تتركز الأنشطة الرئيسية للاتحاد الدولي لروابط طلاب الطب على تبادل الطلاب ومشروعات مختلفة. يشارك نحو 14 ألف طالب طب سنويًا في التبادلات الدولية لطلاب الطب، سواءً في المجال المهني أو الأكاديمي (البحثي). ينظم الاتحاد الدولي لروابط طلاب الطب مشاريع وبرامج وندوات وورش عمل حول مجالات الصحة العامة والتعليم الطبي والصحة الإنجابية وحقوق الإنسان والسلام.

## المنظمات
ترتبط جميع أنشطة الاتحاد الدولي لروابط طلاب الطب بإحدى لجانها الدائمة الست وهي:
- اللجنة الدائمة للتعليم الطبي.
- اللجنة الدائمة للتبادل المهني.
- اللجنة الدائمة لتبادل البحوث.
- اللجنة الدائمة للصحة العامة.
- اللجنة الدائمة المعنية بالصحة والحقوق الجنسية والإنجابية بما في ذلك فيروس نقص المناعة البشرية والإيدز.
- اللجنة الدائمة لحقوق الإنسان والسلام.

## وصلات خارجية
- الموقع الرسمي